# Sayyadina
Une Sayyadina est, dans l’univers de fiction de Dune, une sorte d’acolyte, de prêtresse Fremen chargée des rites religieux et tribaux Fremen, dont une partie est issue du passage de la Missionaria Protectiva Bene Gesserit. Dans les rituels les plus importants, elle peut être simplement l’assistante d’une Révérende Mère Fremen, et peut être assistée d'un porteur d'eau pour les rites mettant en œuvre ce précieux liquide.
Elle est choisie parmi les femmes de la tribu[réf. nécessaire]. 
La mère de Paul Muad'Dib, Jessica, devient la Sayyadina du Sietch Tabr durant le 2e Tome de Dune. Lorsqu’elle devient par la suite la Révérende Mère du sietch, la compagne de Paul, Chani, est choisie pour la remplacer.